# UEFA Champions League 2006-2007 (joc video)
UEFA Champions League 2006-2007 este jocul video oficial al sezonului 2006–2007 la Ligii Campionilor. A fost dezvoltat de EA Canada și distribuit de Electronic Arts, divizia EA Sports. A fost lansat pe data de 20 martie 2007 pe platformele: Xbox 360, PlayStation 2, PC și PlayStation Portable. Este al doilea joc UEFA Champions League creat de studiourile Electronic Arts, și al cincilea joc din istorie. Jocul UEFA Champions League 2006-2007 este similar jocului FIFA 07.

## Ligi incluse
Toate echipele din aceste ligi au fost licențiate.
- Premier League
- Ligue 1
- Bundesliga
- Serie A
- La Liga

## Cluburi incluse
- AEK
- Anderlecht
- Benfica
- Celtic
- ȚSKA Moscova (C.Moskva)
- Dynamo Kiev (Kyiv)
- Galatasaray
- FC København (København)
- Levski Sofia
- Olympiacos F.C.
- Porto
- PSV Eindhoven (Eindhoven)
- Șahtar Donețk (Donetsk)
- Spartak Moscova (S. Moskva)
- Sporting
- Steaua București

(Echipele scrise îngroșat sunt licențiate în întregime)
(Sporting Lisabona și PSV Eindhoven sunt licențiate și ele în varianta de PlayStation 2 a jocului)

## Coloana sonoră
- Andy Caldwell feat. Gina Rene - "Runaway" - Universal Truth
- Baïkonour - "Jain Rock" - Topo Gigio vs. Baïkonour
- Bonobo feat. Bajka - "Nightlite" - Days to Come
- Brazilian Girls - "Le Territoir"e - Talk to La Bomb
- Cal Tjader - "Mambo Mindoro" (Hex Hector Remix) - Explorations
- Champion - "Two Hoboes" - Chill'em All
- Osunlade - "Two Phish" - Aquarian Moon
- Ray Barretto - "Work Song" (Thievery Corporation Remix) - Explorations
- Thunderball feat. Miss Johnna M. - "Chicachiquita" - Cinescope
- Yunus Guvenen - "Indıgo"